# Sois belle et tais-toi (film, 1981)
Pour les articles homonymes, voir Sois belle et tais-toi.
Pour plus de détails, voir Fiche technique et Distribution.
Sois belle et tais-toi est un documentaire français réalisé par Delphine Seyrig, tourné en 1975 et 1976 et sorti en 1981.
Composé d'une vingtaine d'entretiens entre la réalisatrice et des actrices de plusieurs nationalités, le film emprunte son titre au film du même nom réalisé par Marc Allégret en 1958, faisant ainsi référence à la place que les comédiennes interviewées déclarent devoir tenir dans leur vie professionnelle.

## Synopsis
Le film consiste en une série d'entretiens entre Delphine Seyrig et vingt-trois actrices de plusieurs nationalités, qui évoquent leur expérience professionnelle, les rôles qui leur sont proposés et leurs relations avec les réalisateurs et les équipes techniques.

## Fiche technique
- Titre : Sois belle et tais-toi
- Réalisation : Delphine Seyrig
- Photographie : Carole Roussopoulos
- Montage : Ioana Wieder, Carole Roussopoulos
- Sociétés de production : Delphine Seyrig, Studio 43
- Pays de production :  France
- Langues originales : français et anglais
- Années de tournage : 1975[2] et 1976[3],[4]
- Format : noir et blanc — 35 mm — son monophonique
- Genre : documentaire
- Durée : 115 minutes
- Date de sortie :
  - France : 4 mars 1981[5]

## Distribution
- Jenny Agutter : elle-même
- Juliet Berto : elle-même
- Ellen Burstyn : elle-même
- Candy Clark : elle-même
- Jill Clayburgh : elle-même
- Patti D'Arbanville : elle-même
- Rose Gregorio : elle-même
- Marie Dubois : elle-même
- Louise Fletcher : elle-même
- Jane Fonda : elle-même
- Luce Guilbeault : elle-même
- Shirley MacLaine : elle-même
- Mallory Millet-Jones : elle-même
- Maidie Norman : elle-même
- Millie Perkins : elle-même
- Rita Renoir : elle-même
- Delia Salvi : elle-même
- Maria Schneider : elle-même
- Barbara Steele : elle-même
- Susan Tyrrell : elle-même
- Viva : elle-même
- Anne Wiazemsky : elle-même
- Cindy Williams : elle-même
- Michel Drucker : lui-même (apparition)
- Toby Gilbert : doublage des interviews en anglais[2]

## Production
Sois belle et tais-toi est produit dans le cadre du collectif Les Insoumuses.
Les entretiens sont filmés à Hollywood en 1975 et à Paris en 1976,. Les seules indications de mise en scène par Delphine Deyrig est de filmer les entretiens en plan fixe sur les visages, la caméra à l'épaule et non sur pied. Ce documentaire est le seul long-métrage réalisé par Delphine Seyrig.

## Accueil
La sortie, lors de la première diffusion en 1981, est confidentielle. Ce film fait l'objet d'une restauration par la Bibliothèque nationale de France et ressort en salle en 2023.
Jean-Luc Godard consacre une page à ce film dans son Introduction à une véritable histoire du cinéma. 